# Naufrage du pétrolier Prestige
Pour les articles homonymes, voir Prestige.
| \| Prestige \| Lieu du naufrage du Prestige. |
| Prestige                                     |

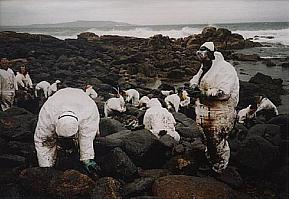
Volontaires nettoyant la côte de Galice après la catastrophe du Prestige.

Le 13 novembre 2002, le Prestige, un pétrolier, construit par Hitachi Shipbuilding & Engineering au Japon en 1976, immatriculé à Nassau (Bahamas), en transit entre la Lettonie et Gibraltar, au large du cap Finisterre et près des côtes de Galice au nord-ouest de l'Espagne, lance un appel de détresse. Durant la tempête s'ouvre une brèche de 50 mètres dans son flanc droit dont la cause reste inconnue ; les témoignages des marins font supposer la collision avec un conteneur, un objet flottant ou une vague déferlante. L'équipage est évacué le 14 novembre. Le 16 novembre, alors que plus de 5 000 tonnes de fioul se sont déjà répandues (polluant ainsi le littoral sur plusieurs dizaines de kilomètres), le gouvernement espagnol fait remorquer le pétrolier loin au large. Après plusieurs tentatives de remorquage vers le nord-ouest (pour l'éloigner des côtes) puis vers le sud (peut-être pour l'envoyer vers le Portugal), le 19 novembre 2002, le navire se brise en deux à 270 km des côtes de la Galice et coule par 3 500 mètres de fond. Pendant les opérations de remorquage, il a perdu de 5 000 à 10 000 tonnes de fioul lourd (sa cargaison est de 77 000 tonnes de fioul lourd). Le navire ayant de nombreuses fissures, le fioul continue de s'échapper, les estimations parlant de 125 t par jour au bout de 4 semaines.
Une gigantesque marée noire va souiller gravement les côtes de Galice, du Portugal, du Pays basque, des Landes, d'Aquitaine, de Vendée, et du sud de la Bretagne.

## Le navire
- Certificat d'aptitude à la navigation : délivré par une société de classification américaine, ABS (American bureau of shipping), après une inspection des extérieurs du navire mais pas des ballasts à Dubaï. « En tout état de cause, le surveillant s’est contenté d’une inspection des extérieurs du navire, et a porté sur son rapport « NOT APPLICABLE » à l’égard de la visite des ballasts qui aurait été requise comme étant adjacents à des citernes équipées de réchauffeurs. »[réf. nécessaire]
- Affréteur : Crown Resources AG, société immatriculée à Zoug en Suisse avec un bureau à Londres, filiale du groupe russe Groupe Alfa.
- Marchandise : pétrole russe chargé à Saint-Pétersbourg puis à Ventspils (Lettonie) à destination de Singapour avec probablement une escale à Gibraltar.

Le Prestige est un pétrolier de type Aframax, à simple coque. Sa capacité de 81 589 tpl est répartie en 14 citernes.

## Historique du navire
Initialement baptisé Gladys et enregistré au Liberia, le navire âgé de 12 ans est revendu en 1988, rebaptisé Prestige et passe sous pavillon des Bahamas. En 2002, son armateur est officiellement un armateur « mono - navire » (système qui permet de limiter les responsabilités financières à ce seul navire en cas d'accident) une société Libérienne dénommée Mare Shipping, qui en confie la gestion à un armement grec nommé Universe Maritime ltd, les deux sociétés étant contrôlées à travers une cascade de sociétés-écran, probablement contrôlées par la famille Coulothros, des armateurs grecs dont l'historique est entachée par deux marées noires majeures (Aegean Captain ayant fait naufrage en 1979 à la suite d'un abordage dans la zone Caraïbe et Aegean Sea, échoué, brisé en deux puis incendié en 1993 à La Corogne en Galice espagnole). Il fait escale dans divers ports européens et est contrôlé quatre fois entre 1998 et 1999, avec, suivant les cas, de zéro à quatre déficiences mineures n'impliquant pas une immobilisation.
Pour situer les idées, la statistique générale est de 58% de constats de déficiences mineures mais seulement de 9% d'immobilisations pour les contrôles des autorités des États, à quoi s'ajoutent les contrôles dits de vetting des affréteurs (les compagnies pétrolières multinationales qui à partir des années 1980 ont abandonné la gestion directe de flottes pétrolières leur appartenant en propre).
À partir de 2000, le Prestige ne navigue plus guère mais est utilisé comme dépôt pétrolier flottant (Bunkering en anglais) , et afin de l'adapter à cet usage on soude sur sa coque au niveau du couple 71 une structure d'acier destinée à maintenir de grosses défenses du type yokohama. En 2001 il est réactivé et passe en grand carénage à Guangzhou en Chine. La réduction d'épaisseur des tôles et structures par corrosion est inférieure à 10%, et l'arrêt technique, d'une durée de 8 semaines et d'un coût d'environ 1 million de dollars, aboutit à remplacer 370 tonnes d'acier corrodé (principalement les 2/3 d'une cloison interne entre les citernes arrières et centrales). Le certificat de navigation est renouvelé mais ce pétrolier simple coque et déjà ancien, bien qu'en règle, n'est pas du goût des inspecteurs de Vetting des grands groupes pétroliers, ce qui le cantonne au transport de brut soufré (interdit en Europe) pour le compte d'un affréteur russe filiale d'Alfa Group. En raison des nouvelles normes (interdiction des pétroliers simple coque) son espérance de vie est de toute façon limitée et son affrètement se fait à prix cassés (13 000 dollars/jour au lieu des 18 000 dollars/jour habituels)
Il appareille de Saint-Pétersbourg à mi-charge (51 000 tonnes) pour raisons de tirant d'eau, après avoir été de nouveau inspecté (sans déficiences constatées) par les autorités russes. La cargaison est ensuite complétée au maximum admissible (quasiment 77 000 tonnes) à Ventspils (Lettonie), puis après avoir fait le plein de fioul de propulsion au Danemark, il quitte le port de Keterminde le 7 novembre 2002 à destination probable de Singapour mais sans destination formelle et avec une escale théorique programmée à Gibraltar.

## Situation de détresse et gestion de crise par les autorités espagnoles
L'État Major du Prestige est grec : Le capitaine Ioannis Apostolos Mangouras est âgé de 67 ans, expérimenté (32 ans de commandement sur des pétroliers) mais d'un caractère jugé peu commode, notamment par le pilote danois qui l'assiste au départ de Keterminde, interrogé lors de l'enquête. Son chef mécanicien Nikolaos Argyropoulos est âgé de 63 ans, les officiers subalternes, dont le second, Ireneo Maloto, 39 ans et le reste de l'équipage sont philippins, à l'exception d'un ajusteur roumain.
Le 13 novembre 2002 le Prestige est à 30 milles au NW du Cap Villano (Galice Espagnole) , donc au débouché sud du Golfe de Gascogne de mauvaise réputation en configuration météo dépressionnaire. cap au 210 (SSO) il avance à seulement 8 nœuds, face à un vent debout de force 9  dans une mer chaotique levée par une dépression très creuse (967 hPa centrée à l'ouest de l'Irlande avec un minimum secondaire à 980 hPa plus au sud, presque centrée sur la zone de navigation du navire), qui fait partie d'un "train canadien", une succession de dépressions, situation qui génère des houles croisées venant de direction diverses et susceptibles de créer des vagues pyramidales, voire des vagues scélérates.
Deux heures avant l'accident initial, le baromètre enregistreur du bord enregistre une chute très accentuée du baromètre : 15 hPa en seulement quatre heures (plus d'un hPa par heure est déjà considéré comme préoccupant).

Errance du Prestige peu avant son naufrage.

À 15h10 locales un choc très violent est ressenti à bord, comme un arrêt brutal : plusieurs marins non de quart sont jetés à bas de leur couchette ou projetés contre des objets fixes. Une telle décélération à bord d'un navire de presque 100 000 tonnes ne peut s'expliquer que par la rencontre d'une vague exceptionnelle, le choc contre un container ou une bille de bois semi submergée étant quasiment indétectable sur un navire aussi lourd. Une explosion interne est également improbable vu la cargaison - du fioul lourd - et étant donné que les soutes ont été inertées. Un bruit semblable à une explosion retentit et en seulement dix minutes, le navire prend une gîte importante de 24 ° sur tribord. Un message de détresse est envoyé au MRCC de Finisterre trafic. La rencontre contre la vague a eu pour effet probable de tordre littéralement le navire vers le haut et vers bâbord, fissurant les tôles du fond et mettant celles du pont en compression.
L'arrêt d'urgence des machines est déclenché automatiquement par le désamorçage du circuit de lubrification du moteur principal, laissant le navire à la merci de la tempête qui le pousse en direction d'une côte rocheuse et inhospitalière. Le chef mécanicien relance brièvement la machine (en alimentation sur du fioul léger) par crainte d'une contamination d'eau de mer dans les circuits d'injection à la suite d'une éventuelle rupture des soutes de combustible lourd, puis effectue une procédure d'arrêt normal, permettant éventuellement de redémarrer par la suite. Les autorités maritimes espagnoles dépêchent sur zone un premier hélicoptère, sans perte de temps, et demande à un navire croisant à deux milles, le Walilliy de rester provisoirement sur zone et d'évaluer la situation.
Le capitaine Mangouras prend des mesures de contre ballastage en remplissant d'eau de mer les soutes 2 et 3 sur bâbord, mais il est difficile de se risquer sur le pont pour manœuvrer certaines vannes (un homme manque d'être emporté). Le navire se redresse (gîte résiduelle de 3°) mais il est à présent chargé bien au-delà de sa capacité et soumis à couple de flexion qui atteint 154 % du maximum théorique admissible. La baleinière de sauvetage tribord a été défoncée (elle était sous l'eau durant la période de gîte maximum) et l'équipage montre des signes de panique. Les fissures de la coque laissent échapper du pétrole (4000 t en 24H) ce qui démontre une rupture des cloisons inter réservoirs 2 et 3 tribord arrière et 2 et 3 centraux en plus de la fissure dans la coque, soit des dommages structurels graves, intervenus peu ou prou à la jonction entre les tôles anciennes et les tôles neuves soudées lors du grand carénage en Chine deux ans plus tôt.
À 18h40 le remorqueur de sauvetage Ria de Vigo est sur zone mais diverses difficultés surgissent : Mangouras s'efforce de joindre son armateur et de négocier les termes du contrat de sauvetage. L'enjeu n'est pas mince car un contrat Lloyd open form conclu sur une base No cure No pay (pas de remède pas d'argent) permet au sauveteur de réclamer devant les tribunaux maritimes jusqu'à 50% de la valeur des biens (navire et cargaison) mis en sécurité. (les délais d'une telle négociation avaient déjà posé problème lors de la catastrophe de l'Amoco Cadiz)
Finalement un contrat de sauvetage de ce type est passé avec la très réputée compagnie de sauvetage hollandaise Smit Tak qui passe un accord avec les remorqueurs espagnols déjà sur zone (le navire n'est plus qu'à 19 milles de la côte) et affrète un remorqueur chinois très puissant : le DeDa  (98 m de long, 21000 cv, 220 t de Bollard Pull ou traction au croc)
Un gros problème cependant : l'équipage, paniqué, a été évacué par hélitreuillage et ne restent à bord que trois personnes, le capitaine, son second et son chef mécanicien. 
À eux trois (dont deux déjà âgés) il leur est impossible de réceptionner les toulines puis d'embraquer à la main les aussières de diamètre croissant et encore moins de les mailler sur la chaîne d'ancre pour une prise de remorque dans les règles de l'art. Il est quasi impossible de se rendre à l'avant du navire (le pont est tartiné de pétrole et balayé par les vagues) et de toute façon les treuils et cabestans sont privés de force motrice par l'arrêt de la machine principale. La nuit, le mauvais temps même temporairement atténué, ne permettent pas d'accomplir la manœuvre avant le jour et l'héliportage d'équipes de marins spécialisés envoyés par la Smit. Plusieurs toulines sont cassées, ainsi qu'une remorque (trop courte ) passée le lendemain à l'aube par le Charuca Silveiro qui cède après seulement 55 minutes de traction, ayant cependant ralenti la dérive du navire qui se rapproche dangereusement de la côte galicienne. Pendant ce temps , la Smit a affrété un remorqueur chinois, le De Da, un engin très puissant qui se rend sur zone. Les autorités espagnoles envoient par hélicoptère d'autres équipes de marins-sauveteurs dont un ancien chef mécanicien de la marine marchande ( âgé de 68 ans) expressément chargé de remettre en route la machinerie de propulsion du Prestige pour aider au travail des remorqueurs espagnols.
S'ensuit un conflit entre Mangouras (soutenu par son chef mécanicien) et cet officier. Mangouras estime (à juste titre) que remettre en marche la machine va faire subir des contraintes trop fortes à la coque déjà largement fragilisée et "achever le malade au lieu de le guérir". Le chef mécanicien invoque une série d'impossibilités techniques et de pannes supposées pour éviter cette remise en route.
L'officier espagnol menace Mangouras de diverses actions de force publique (un navire de guerre espagnol est en route) et de justice. Finalement, le 14 novembre à 15h25 la machine est remise en route à 55 tr/min (demi-régime) avec cap au NO.
Il existe une fenêtre d'amélioration météo pour remorquer le navire vers le seul port bien équipé et accessible rapidement : La Corogne, mais les autorités espagnoles sont réticentes et cherchent au contraire  à éloigner le navire de leurs côtes (la Galice a été traumatisée par deux précédentes marées noires, celles de l'Aegean Sea et celle de l' Urquiola (en 1976).
Les remorqueurs s'efforcent au contraire d'éloigner le Prestige (escorté par une frégate espagnole) de leurs côtes (comme cela fut le cas avec les autorités françaises et l'Erika endommagé) et le 15 novembre à 1 heure du matin la coque se détériore encore plus , obligeant à stopper définitivement la machine. Mangouras et ses deux officiers seront évacués et mis en détention provisoire en Espagne (le capitaine fera 84 jours de détention préventive et sera libéré sous caution en attendant le jugement qui finalement, l'exonérera).
Les remorqueurs espagnols poursuivent en direction des îles du Cap-Vert en traversant la zone économique maritime portugaise. les autorités portugaises protestent et envoient un navire de guerre sur zone le 18, alors que le navire de plus en plus détérioré a été pris en remorque par le surpuissant remorqueur chinois DeDa. Une nouvelle tempête était prévue pour le 20 novembre mais le 19 au matin, la coque du Prestige qui avait vaille que vaille tenu plus de cinq jours se casse en deux. La poupe coule à 11h45 et la proue, toujours en remorque s'abîme à 16h30 (sur des fonds de plus de 3500 m qui rendent quasi impossible un éventuel pompage de l'épave).
Un bathyscaphe sera cependant envoyé sur place pour tenter de colmater les fuites mais il est estimé que l'épave ne contenait déjà plus que la moitié de son chargement original de fioul lourd soufré, très polluant et très peu volatile.
Même si les autorités espagnoles ont été réactives et sont intervenues sans retard, la décision de ne pas remorquer le Prestige vers la Corogne (où on craignait un blocage du port par des manifestants écologistes), s'est avérée catastrophique, même si la mise en sécurité du navire à la Corogne était une manœuvre délicate.

## Les conséquences

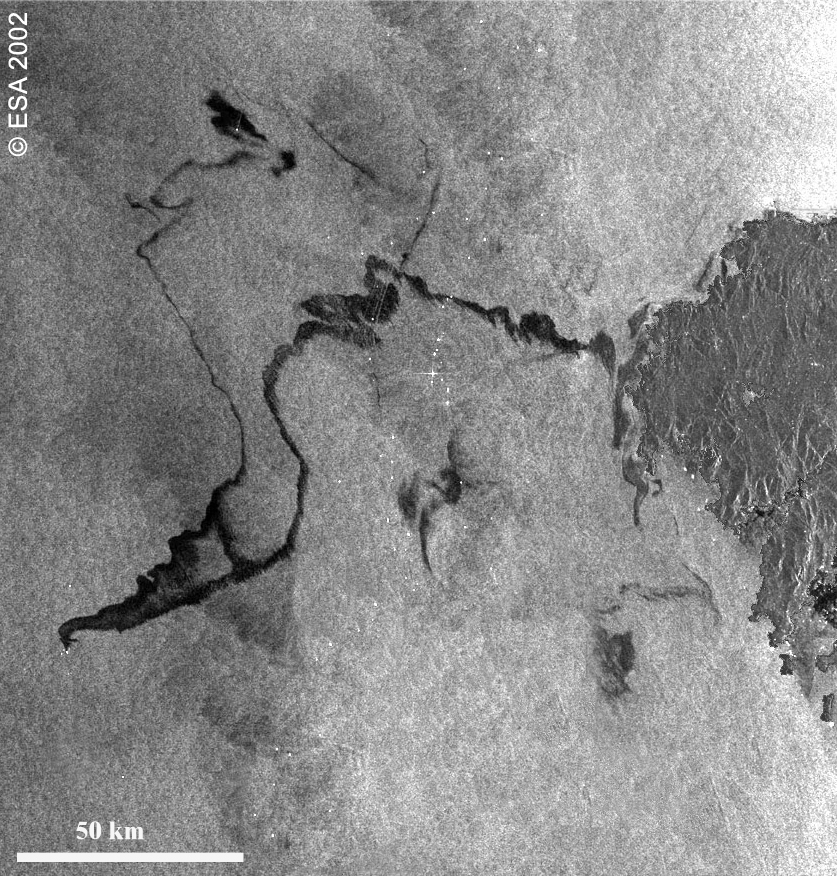
Observation radar par le satellite Envisat de l'étendue de la marée noire.

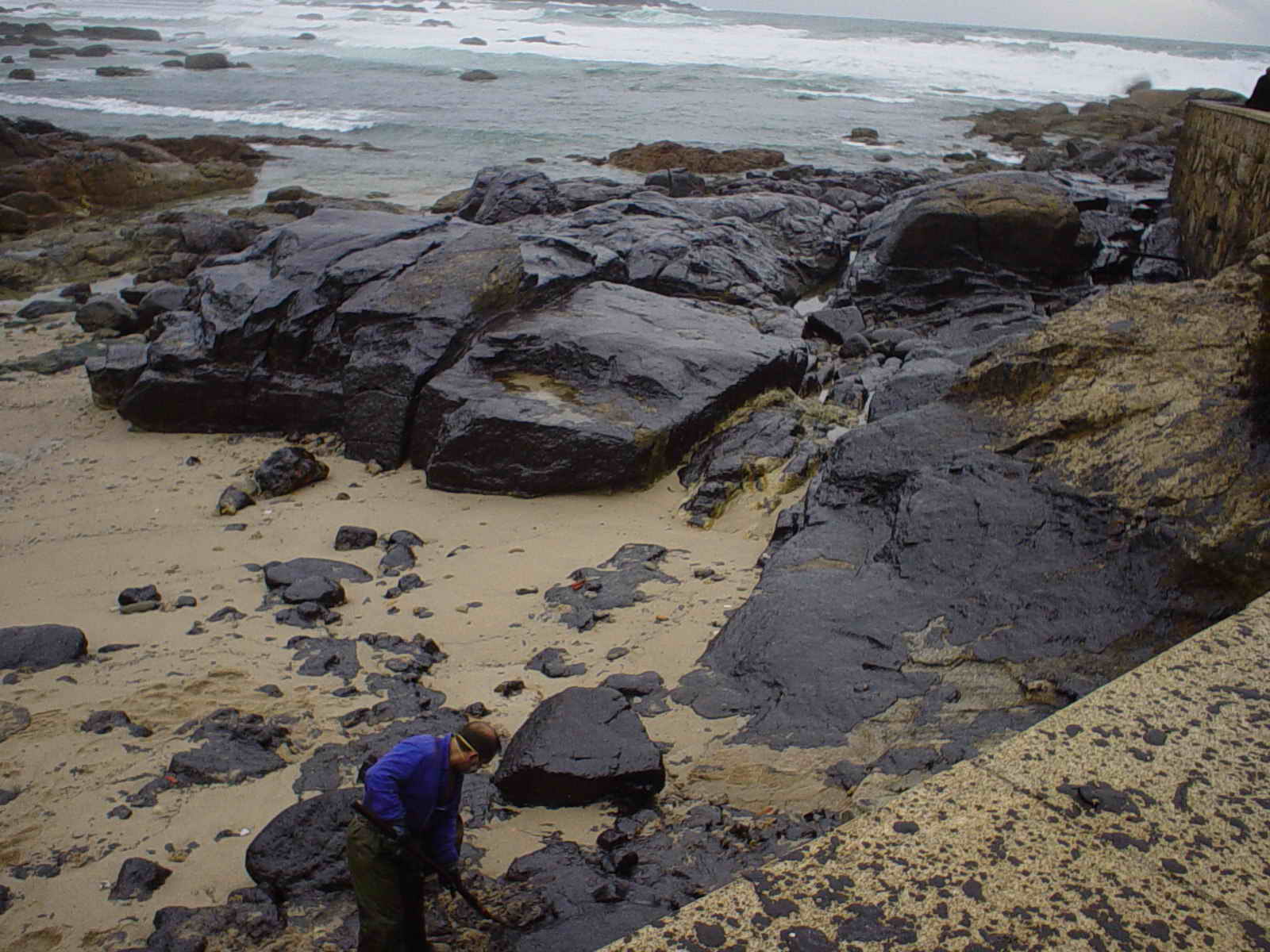
Côte souillée par la marée noire du Prestige.

Les dégâts sont considérables. La côte de Galice est fortement touchée, du pétrole a atteint l'Aquitaine (Arcachon), la Vendée et le sud de la Bretagne. Les pêcheurs, mareyeurs et cueilleurs galiciens sont sans travail. Des dizaines de kilomètres de côtes sont souillées.

Le fioul lourd est du même type que celui de l’Erika, moins toxique à court terme que l'essence ou le gazole, mais dangereux à long terme par la diffusion lente de ses composés, toxiques et cancérigènes, dans l'eau et les sédiments. Ce fioul est constitué d'hydrocarbures aromatiques (benzène, etc.) et notamment d'hydrocarbures polycycliques (HAP).

Le coût fut très élevé pour les États espagnols et français. D'autant que la situation du navire laisse présager que la pollution va durer longtemps (opération de réparation et pompage très délicates vu la profondeur). Lors de l'arbitrage entre les assureurs et les États espagnols et français, ces derniers réclamaient respectivement 4,3 milliards d'euros et 67,5 million d'euros. Les États furent déboutés de leurs demandes dans la mesure où les polices d'assurances étaient soumis à une clause d'arbitrage international.

## Causes possibles
- Collision avec un objet flottant entre deux eaux (conteneur ?).
- Vague scélérate
- Ballasts très corrodés notamment par l'utilisation de radiateur liquéfiant le fioul lourd en le réchauffant
- Utilisation en citerne intermédiaire à Saint-Pétersbourg pendant plusieurs mois, avec des barges accostant à couple et ainsi fragilisant la coque

## Réactions

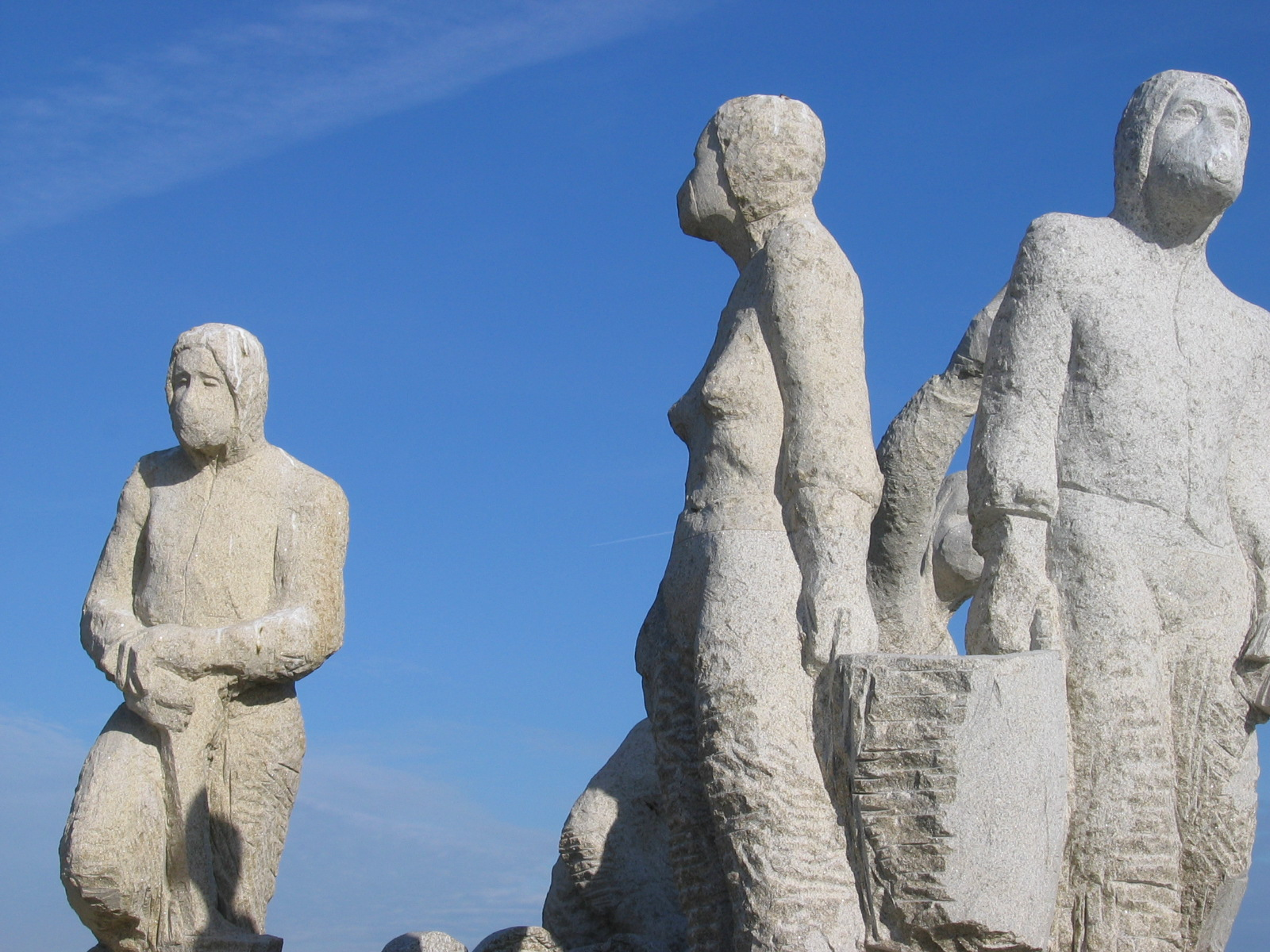
Monument en hommage aux volontaires venu aider à la suite de la catastrophe du pétrolier Prestige (Sculpteurs : Óscar Aldonza Torres et d'autres) - Commune de Galice O Grove, sur la Ria de Arosa (Rías Baixas).

Dimanche 1er décembre 2002, à Saint-Jacques-de-Compostelle en Galice, plus de 200 000 personnes manifestent, accusant d'incurie les gouvernements nationaux et régionaux, dans leur gestion de l'après accident du pétrolier Prestige. Le lendemain, le roi Juan Carlos se rend sur les côtes de Galice pour faire part de son émotion. Le 15 décembre, le chef du gouvernement espagnol, José María Aznar a d'ailleurs demandé publiquement pardon pour les erreurs commises pendant la gestion de l'après accident ; en effet, le navire étant en difficulté, il aurait été souhaitable (comme le demandait le commandant) de le remorquer dans une zone abritée afin de transférer sa cargaison. Le gouvernement Aznar a préféré tenter d'éloigner le plus possible le navire des côtes espagnoles. Évacué de l'épave avec les autres membres de l'équipage, le commandant du Prestige a été emprisonné pendant 85 jours (jusqu'au 7 février 2003), puis libéré sous caution. La gestion de l'accident a déclenché une réflexion européenne sur la notion de « ports de refuge ».